# Ottavio Catalani
Ottavio Catalani (Enna, Sicilia, ca. 1560-1629) fue un compositor italiano.
Presumiblemente tomó las órdenes religiosas en Catania, donde también realizó sus estudios musicales. Antes de 1600 era organista en esta ciudad. Se trasladó a Roma, y desde 1603 fue maestro de capilla en la iglesia de S. Apollinare aneja al Colegio Alemán, y mantuvo esta posición durante unos veinte años. Allá compuso según las necesidades litúrgicas diarias de la capilla que él dirigía.
Poco antes de 1615 fue contratado por la familia Borghese como tutor y profesor de música del príncipe Marcantonio, y permaneció en este cargo hasta por lo menos 1619. Su trabajo como profesor y compositor en aquellos años fue muy intenso. Preceptor de Scipione Caffarelli Borghese, sobrino favorito del papa y maestro de una de las capillas más prestigiosas de Roma, Catalani, en esos años, compuso mucha música sacra, incluyendo música litúrgica y muchas composiciones profanas para las necesidades de la familia Borghese. Sus obras, actualmente dispersas en diferentes bibliotecas (en Roma, Berlín, Düsseldorf), a menudo aparecen en las ediciones que incluyen obras de diferentes autores, y fueron publicadas por algunos de los mejores editores de música de la época en Roma, como B. Zanetti, B. Robletti, L. Griggs.